# 江藤俊哉
江藤 俊哉（えとう としや、1927年11月9日 - 2008年1月22日）は、東京都豊島区生まれのヴァイオリニストである。従四位旭日中綬章。国内外で活発な演奏活動を行ったほか、指導者としても多大な功績を残した。妻は、同じくヴァイオリニストの江藤アンジェラ。

## 経歴

### 生い立ち
1927年、父俊明、母たかの第2子（長男）として生まれた。父の俊明はNHK教養課職員。「俊哉」の名前は、父が「あやかるように」と、アウアー門下のトーシャ・ザイデルの名にちなんで付けた。1932年、4歳の時に父に連れられ鈴木鎮一を訪れ、鈴木に師事する。これを契機にスズキ・メソードが誕生したと言われ、江藤俊哉は「才能教育第1号」と呼ばれる。鈴木には12歳の時まで師事した。1934年、杉並区立桃井第五小学校に入学し、1939年、12歳の小学校6年生の時、第8回音楽コンクール（現日本音楽コンクール）弦楽部門で第1位を受賞した。12歳受賞はつい最近まで日本最年少受賞記録であった。1940年、育英工芸学校（現サレジオ工業高等専門学校）に進学、1943年からアレクサンドル・モギレフスキーに師事する。1944年、同学校を卒業、東京音楽学校本科ヴァイオリン科に入学し、井上武雄に師事する。在学中、渡邉暁雄（ヴァイオリン）、松浦君代（ヴィオラ）、齋藤秀雄（チェロ）と弦楽四重奏団を結成した。

### アメリカ留学と帰国まで
1948年に東京音楽学校を卒業し、直ちに講師に就任したが、同年11月に渡米してカーティス音楽院に留学し、アウアー門下のエフレム・ジンバリストに師事した。1951年、日本人ヴァイオリニストとして初めてカーネギーホールでデビュー・リサイタル（ピアノ：ウラディミール・ソコロフ）を行い、1952年に同音楽院を卒業した（なお、1952年～1953年は同音楽院の「研究生」として在籍した）。1953年、同音楽院においてジンバリストの助手となり、1954年に教授に就任した。1955年9月8日、アンジェラ・ヌドと結婚し、1956年に長男カーチス、1957年に二男マイケルが生まれた。1958年、デッカと専属アーティスト契約を締結した。1951年のデビューから1961年の帰国までの約10年間は、アメリカ各地、ハワイ、イタリア、メキシコ、コスタリカ、カナダ、そして日本などで演奏会を開き、演奏活動に励んだ。

### 帰国後
1961年5月、33歳の時にジンバリストに後継者として残ることを望まれながらも、日本に帰国した。帰国後も演奏活動や教育活動を盛んに行った。1963年、上野学園客演教授、桐朋学園大学非常勤講師に就任した。1964年に小平市に転居。1967年から1978年までNHKの『バイオリンのおけいこ』に出演した。

### 40歳代
1968年、カール・フレッシュ国際ヴァイオリン・コンクールの審査員となった。1971年、43歳の時に1730年製グァルネリ・デル・ジェス「マリオ・コルチ」を入手し、第1回モービル音楽賞を受賞した。1974年、桐朋学園大学において客員教員となり、1976年から客員教授に就任した。1976年にエリザベート王妃国際音楽コンクール、1977年にパガニーニ国際コンクールのそれぞれの審査員を務めた。また、1977年に日本演奏連盟理事に就任した。

### 50歳代
1979年、51歳の時に日本芸術院賞を受賞した。この年、ネスカフェのゴールドブレンドのCMに出演。1981年、日本国際音楽コンクールの審査委員長となる。1983年、NHKの『ヴァイオリンのABC』に出演した。1985年、恩師ジンバリストが死去し、翌年メモリアル・コンサートを開催した。また、同年12月に都民文化栄誉章を受章。演奏活動では1985年にベートーヴェンのヴァイオリンソナタ連続演奏会、1986年、モーツァルトのヴァイオリン全協奏曲演奏会、1987年、シューマンのヴァイオリン全作品演奏会などを行っている。

### 60〜70歳代
1986年から数年間、桐朋学園大学で江藤のために結成された特別アンサンブル、「桐朋ストリング・アンサンブル」を指揮。1987年、60歳の時に日本芸術院会員に任命され、大晦日のNHK『紅白歌合戦』で審査員を務めた。川畠成道は当時の教え子である。1991年、草津夏期国際音楽祭で指導、日本現代音楽協会室内楽コンクール審査員を務める。1993年、ブラームスのヴァイオリンソナタ全曲演奏会を行う。1996年、江藤俊哉ヴァイオリンコンクールを開始し、また、バッハのヴァイオリンとチェンバロのためのソナタ全曲演奏会を行う。1997年には桐朋学園大学学長、1999年に同大学院大学学長に就任した。
2008年1月22日、以前より患っていた病気のため、逝去。80歳没。

## 出演番組
- バイオリンのおけいこ（NHK教育）
- バイオリンのABC（NHK教育）
- 第38回NHK紅白歌合戦（1987年12月31日、NHK総合・ラジオ第1） - 審査員

## 著作
- 『ヴァイオリンと共に』（1999年、音楽之友社）

## コンクール
1996年、在住地である小平市が江藤の名を冠した「江藤俊哉ヴァイオリンコンクール」を開始し、2004年以降は隔年で開催されていた（2008年終了）。江藤本人も名誉審査委員長を務めた。

## 信仰
中学生時代に洗礼を受け、カトリック信者であった。